# ワールド オブ ファイナルファンタジー
『ワールド オブ ファイナルファンタジー』（WORLD OF FINAL FANTASY、略称: WOFF）は、スクウェア・エニックスより2016年10月27日に発売されたゲームソフト。PlayStation 4、PlayStation Vita、Steamのマルチプラットフォーム。
キャッチコピーは、「これは新しい『ファイナルファンタジー』の大きさ」。

## 概要
ファイナルファンタジーシリーズの新規派生作品。E3 2015の「PlayStation E3 EXPERIENCE 2015 Press Conference」にて発表された。
内容は歴代FFシリーズのモンスターを仲間にするRPGで、デフォルメされたシリーズキャラクター達が登場するクロスオーバー的な世界設定や、キャラクターの頭身を変化させモンスターの上に乗ったり、逆にモンスターを乗せたりすることで能力を変える独自のバトルシステムをアピールポイントとしている。
ゲームエンジンにはシリコンスタジオ製のミドルウェア「OROCHI 4」を採用している。
2016年10月17日、本編の体験版『WORLD OF FINAL FANTASY ダンジョン体験版』がPS4、PS Vitaで配信された。
2017年12月12日には続編となるスマートフォン用アプリ『ワールド オブ ファイナルファンタジー メリメロ』が配信された（後述）。
2018年11月6日に拡張版である『ワールド オブ ファイナルファンタジー マキシマ』（WORLD OF FINAL FANTASY MAXIMA）が新たにNintendo Switch版、Xbox One版にて発売（後述）。

## キャラクター

### メインキャラクター
ラァン（Raan）
声 - 斉藤壮馬
本作の主人公の一人。レェンの双子の弟である15歳の少年。
レェン（Reynn）
声 - 雨宮天
本作の主人公の一人。ラァンの双子の姉である15歳の少女。
タマ（Tama）
声 - 竹達彩奈
姉弟をグリモワルへと導いたミラージュ。
エナ・クロ（Enna Krus）
声 - 花澤香菜
2人をグリモワルに誘う神を自称する女性。

### FFレジェンドキャラクター
M付はミラージュ扱い、★付は『マキシマ』より追加されるキャラクター。
ウォーリア オブ ライト
出典 - 『ファイナルファンタジー』
声 - 関俊彦
コーネリアを守る光の戦士。セイヴァーに覚醒する前は兵団長だった。
セーラ姫
出典 - 『ファイナルファンタジー』
声 - 一龍斎春水
コーネリアの姫。
ガーランド ★M
出典 - 『ファイナルファンタジー』
声 - 石井康嗣
ウォーリア オブ ライトの覚醒に伴い、本作ではミラージュという形で具現化した。
フリオニール ★
出典 - 『ファイナルファンタジーII』
声 - 緑川光
本作のはるか過去に存在したセイヴァーの一人。
レフィア
出典 - 『ファイナルファンタジーIII (リメイク版)』
声 - 日笠陽子
癒しの魔法を使う心優しい少女。
セシル ★
出典 - 『ファイナルファンタジーIV』
声 - 程嶋しづマ

リディア
出典 - 『ファイナルファンタジーIV』
声 - 下屋則子
ミストドラゴンを召喚獣とする召喚士。炎がトラウマになっている。
バッツ
出典 - 『ファイナルファンタジーV』
声 - 保志総一朗
相棒のボコと共に旅をする青年。
ボコ M
出典 - 『ファイナルファンタジーV』
声 - 花澤香菜
バッツの相棒のチョコボ。一部商品の特典で限定ミラージュとして加えられる。
ファリス
出典 - 『ファイナルファンタジーV』
声 - 田中理恵
サロニアの港に船を停泊させている海賊の女頭領。
シルドラ M
出典 - 『ファイナルファンタジーV』
ファリスが使役するミラージュ。『マキシマ』でミラージュとして加えられる。
ギルガメッシュ M
出典 - 『ファイナルファンタジーV』
声 - 中井和哉
相棒のエンキドゥと共にバッツを追い回している。
ティナ
出典 - 『ファイナルファンタジーVI』
声 - 福井裕佳梨
召喚士の一人であるミラージュと人間のハーフの女性。父親であるマディンを召喚している。
セリス
出典 - 『ファイナルファンタジーVI』
声 - 桑島法子
古代図書館の警備員として町を守っている。シドとは旧知の仲で、シドの暴走を止めるのも彼女の役割。
エドガー
出典 - 『ファイナルファンタジーVI』
声 - 三木眞一郎
フィガロ城の主。女性好き。
オルトロス M
出典 - 『ファイナルファンタジーVI』
声 - 小野坂昌也

クラウド
出典 - 『ファイナルファンタジーVII』
声 - 櫻井孝宏

ティファ
出典 - 『ファイナルファンタジーVII』
声 - 伊藤歩

セフィロス
出典 - 『ファイナルファンタジーVII』
声 - 森川智之
世界に混沌をもたらすと言われているアンチセイヴァーの一人。
初回生産特典のみ登場。
シェルク
出典 - 『ダージュ オブ ケルベロス ファイナルファンタジーVII』
声 - 折笠富美子

ザックス ★
出典 - 『クライシス コア ファイナルファンタジーVII』
声 - 鈴村健一
本作でも原作通り死亡したが、ある理由で復活する。
スコール
出典 - 『ファイナルファンタジーVIII』
声 - 石川英郎

キスティス
出典 - 『ファイナルファンタジーVIII』
声 - 沢城みゆき
シードの士官。
ビビ
出典 - 『ファイナルファンタジーIX』
声 - 大谷育江
バハムート軍によって作られたミラージュ・黒魔兵の一人。
エーコ
出典 - 『ファイナルファンタジーIX』
声 - 金元寿子
フェンリルを操る召喚士。ビッグブリッジ・アレキサンダーを管理している。
ティーダ
出典 - 『ファイナルファンタジーX』
声 - 森田成一

ユウナ
出典 - 『ファイナルファンタジーX』
声 - 青木まゆこ
ヴァルファーレを使役する召喚士の女性。
リュック
出典 - 『ファイナルファンタジーX-2』
声 - 松本まりか
海での活動を得意とするトレジャーハンター。
シャントット
出典 - 『ファイナルファンタジーXI』
声 - 林原めぐみ

バルフレア
出典 - 『ファイナルファンタジーXII』
声 - 平田広明
DLCとして配信。
スノウ
出典 - 『ファイナルファンタジーXIII』
声 - 小野大輔

シヴァ・イクシオン M
出典 - 『ファイナルファンタジーXIII』
スノウ専用の特殊なミラージュ。『マキシマ』でミラージュとして加えられる。
セラ ★
出典 - 『ファイナルファンタジーXIII-2』
声 - 寿美菜子

チョコラッテ
出典 - 『ファイナルファンタジーXIII-2』
声 - うえだ星子
チョコボのコスプレをしている神出鬼没のアイテム屋。頭に彼女が「マスター」と呼ぶヒナチョコボを乗せている。
原作での名前は「チョコリーナ」だったが、改名の理由は不明。
ライトニング
出典 - 『ライトニング リターンズ ファイナルファンタジーXIII』
声 - 坂本真綾

ヤ・シュトラ ★
出典 - 『ファイナルファンタジーXIV』
声 - 茅野愛衣
本作のはるか過去に存在したセイヴァーの一人。
ノクティス ★
出典 - 『ファイナルファンタジーXV』
声 - 鈴木達央
トゥルーエンディング後にある場所で釣りをしている。
シェルロッタ
出典 - 『ファイナルファンタジー・クリスタルクロニクル エコーズ・オブ・タイム』
声 - 井上麻里奈
シェルロッタの宿を経営している。
ソラ
出典 - 『キングダム ハーツ シリーズ』
声 - 入野自由
『キングダム ハーツ シリーズ』からゲスト出演。FFシリーズのキャラではないが便宜的にここに記載。
期間限定DLCとして2017年1月から3月まで配信され、現在は配信終了している。

### サブキャラクター
セラフィ
声 - 喜多村英梨
エナ・クロと行動を共にする風の妖精のミラージュ。自称ナイン・ウッズヒルのマスコットキャラクター。ミラージュのジェムを管理する。
シド
声 - 森久保祥太郎
古代図書館で働くメカ。どこからどう見ても人間だと言い張る。
名を忘れた少女
声 - 平野綾
口数が少ない謎の少女。ココロクエストの管理人。
アウィン
声 - 内田真礼
セイレーンを使役し、ラァンとレェンに対して敵意をむき出しにする謎の女性。
ファーナ・ルゥス
声 - 潘恵子
ラァンとレェンの母親であり、グリモワルでは伝説の存在として語られている。
ファーナ・ロォク
声 - 田中秀幸
ラァンとレェンの父親。

### ミラージュ
キャラクター事典に登録された個体のみ記載。
イフリート
声 - 藤原啓治

サボテン車掌
声 - 千葉繁
グリモワルを往来する列車の車掌を勤める。
ラムウ
声 - 大木民夫

シヴァ
声 - 本田貴子

マスタートンベリ
声 - 中田譲治
コロシアムの管理人。
オーディーン
声 - 小林清志

ディアボロス
声 - 山路和弘

リヴァイアサン
声 - 池田昌子

アダマンタイマイさん
声 - 岩崎ひろし

アンデッドセレブ
声 - 生天目仁美

モーグリ
声 - 諸星すみれ

ヒナチョコボ
声 - 久野美咲

メカチョコボ
声 - 久野美咲

ゴブリンプリンセス
声 - 小林ゆう

クイーンアチョ
声 - 三森すずこ

アチョ・アン、アチョ・ユオ
声 - 内田真礼、竹達彩奈
クイーンアチョと行動を共にしている2匹のアチョ。
イフリータ
声 - 田村ゆかり

ラミュウ
声 - 須藤風花

シーヴァ
声 - 宮野真守

バハムート
声 - 小林正寛
本作では「ティアバビロ」という個体名を持っている。

### 敵勢力
ブレンディレス
声 - 柴田秀勝
本作のラストボス。「黒鎧の騎士」の異名を持つバハムート軍の王。
セグリワデス
声 - 田中秀幸
「金面の騎士」の異名を持つバハムート軍の参謀。
ペリノア
声 - 潘恵子
「羽付の騎士」の異名を持つバハムート軍の騎士。空を自由に飛べる。
仮面の女
声 - 内田真礼（キャラクター事典では非公開）
カーバンクルを引き連れた仮面の女性。
ユーウェイン
カーバンクルの正体で、仮面の女はユーウェインが作った幻影だった。
サロニア領主 / インペリアルガーダー
声 - 堀川りょう
サロニアの領主だったタカ（出典 - 『ファイナルファンタジーIII (リメイク版)』）を殺害してすり替わっていた、自我を有するバハムート兵。

### メリメロのキャラクター
主人公
ヴァルガランに召喚された人物。自身の心が具現化させた小さな篭の世界「ガーデンドーム」にミラージュを入れる能力を持つ「ドーム使い」。ラァンやレェンとは異なり最初からプリメロ状態で、オオビトになれない。
メル / マロック・メルクリウス
声 - 石川界人
ゲームのナビゲーターを努めるミラージュ。
ネヴァン
声 - 小林優子

ホワイティ
主人公のライバルとなる少女。
プイプイ
ホワイティのパートナーのミラージュ。
セリュ
ホワイティのパートナー。
暗黒の不滅龍
声 - 乃村健次

### メリメロのみ登場するFFレジェンドキャラクター
ユウナレスカ
出典 - 『ファイナルファンタジーX』

## ゲームシステム
サイズ変化
ラァンとレェンは頭身サイズを2頭身の「プリメロ」状態と、元のサイズである「オオビト」状態とに任意に切り替えることが可能。
サイズの変化は後述の「ノセノセ」にも大きく関わる。
ミラージュ
本作のモンスターの総称にして、ラァンとレェンと行動を共にする存在。後述のシステムに関連して、サイズはS・M・L・メガサイズの4種類に分類している。
ノセノセとバラバラ
本作のバトルシステムの根幹をなしている要素。プリメロ状態では大型ミラージュの上に乗ることが出来、オオビト状態では逆に小型ミラージュを頭上に乗せることが可能。乗った（乗せた）ミラージュの分だけHPとMPが合算される他、ミラージュの種類によって様々なアビリティが使用可能となる。
逆にノセノセしていない状態は「バラバラ」と呼ばれ、HPとMPが編成ミラージュごとの個別扱いとなる。総合的な能力値はノセノセ時に劣る。敵からのターゲッティングが分散されるが、一撃で倒される可能性が高くなるといったリスクが増大する。
ノセノセ時には隠しパラメーターとしてバランス値があり、バランスを崩す攻撃を受け続けると強制的にバラバラ状態にされてしまい、一定時間行動不能になってしまう。
ノセノセには制限として、上からS・M・Lの順に組み合さなければならず、ラァンとレェンはプリメロ状態はM、オオビト状態はLとなる。ノセノセのセッティングはラァンとレェンのプリメロ状態、オオビト状態の計4つが設定できる。
ラァンとレェンは当初はノセノセから外す事はできないが、トゥルーエンディング後は外す事が可能になる。
ジェム化
ミラージュを仲間にするためのシステムで、バトル中に条件を満たすと「ジェムジェムチャンス」が発生し、ミラージュのジェム化が可能となる。ジェム化には各ミラージュに対応した「空っぽジェム」が必要（初遭遇時にサービスで1個自動入手するが、魔震系ミラージュはジェムではなく、ショップで購入する「アルトボックス」が必要）で、ジェムジェムチャンスの発生条件はミラージュによって異なり、同じ条件を重ねる事でジェム化成功確率が上がる。
ミラージュボードとヘンシンカ
各ミラージュごとに「ミラージュボード」と呼ばれるスキルボードが設定されており、SP（スキルポイント）を消費してパラメータアップやアビリティの習得を行う。また、ボード上で条件を満たすことで「ヘンシンカ」と呼ばれる形態変化が可能となる。大半のミラージュはヘンシンカを行うとサイズも変わってしまう。
たね
ミラージュボードの一部に「空バコ」という空白のスロットがあり、そこにたねと呼ばれるアイテムをセットする事で、パラメータアップやアビリティの習得が行える。
ミラストーン
ラァンとレェン用のシステムで、ミラストーンと呼ばれるアイテムをセットする事で、パラメータアップや各アビリティを使用可能となる。ミラストーンは主にミラージュボードから入手可能。
本作には武器やアクセサリ等の概念がないため、ミラストーンのセットがラァンとレェンを直接カスタマイズできる唯一の手段となる。
セヴァストーン
『マキシマ』にて追加されたミラストーンの派生種で、装備する事で本作に登場するFFレジェンドキャラクターの姿になり、専用のアビリティを行使できるようになる。制約として装備できるのはラァンとレェンでそれぞれ1つ、ラァンは男性キャラクター、レェンは女性キャラクターだけ、セヴァストーンの効果が発動するのはプリメロ状態のみであり、装備中はセイヴァー召喚とメガミラージュ召喚が使用できなくなる。
召喚
専用キャラクターを呼び出す強力な特殊攻撃。
メガサイズクラスのミラージュを呼び出して戦わせる「メガミラージュ召喚」とFFレジェンドキャラクターを呼び出す必殺攻撃「セイヴァー召喚」の2種類がある。
セイヴァー召喚は事前に「セイヴァーメダル」をメニュー画面にて装備し、召喚に必要な最大まで溜めてストックされる分のセイヴァーゲージが規定数必要。メガミラージュ召喚はメガサイズクラスのミラージュをメンバーに加え、ラァンとレェンの両者の合計APが召喚に必要な量を上回っている、両者のどちらも状態異常の物忘れ、バーサク、戦闘不能になっていない事が条件。

## 世界
コーネリア
ラァンとレェンがグリモワルへ旅立ってから最初に訪れる街。セーラ姫が治め、ウォーリア オブ ライトが守っている。バハムート連邦への加盟を拒み続けている。
サロニア
コーネリアよりも北にある港町。貧富の差が激しい。

## 用語
グリモワル
ラァンとレェンが訪れる、プリメロやミラージュが存在する異世界。
ナイン・ウッズヒル
ラァンとレェンが住んでいる街。ゲーム上においてもホームタウン（拠点）となる場所で、通称、時の止まった世界。エナ・クロ曰く、「ありとあらゆる時が止まった世界。世界から隔絶された場所。」。
プリメロ
グリモワルに暮らす2頭身サイズの住人。この中から闇に立ち向かう光の戦士たちはセイヴァーと呼ばれ、セイヴァーへ覚醒する可能性がある者たちはアプリカントと呼ばれている。
ミラージュ
グリモワルに棲まうモンスター達の総称。
魔震（ましん）
グリモワルとは別の世界に存在する機械系のミラージュで、他の存在を滅ぼして自己のテリトリーを増やすために存在する危険な存在。
7柱
ミラージュの中でも言葉を発するほどの自我と強大な力を持つ存在で、ラァンとレェンは記憶を失う前に使役していたらしい。該当するのはイフリート、シヴァ、ラムゥ、ディアボロス、リヴァイアサン、オーディーン、バハムート。
闘技場
マスタートンベリが管理する闘技場。
丘からの大人
本作におけるラァンとレェンのグリモワルに住むプリメロ達からの呼称。
預言
丘からの大人に関する予言が記された書物。「朱の予言」と「蒼の予言」の2種類が存在する。
ツイン・エス
バハムート軍に対抗している組織。グリモワル中のセイヴァーや召喚師の大半が所属している。
ヴァルガラン
『メリメロ』の舞台となるグリモワルと同じくプリメロやミラージュが存在する異世界。
エクスナインナイツ
とある神が創造した「A世界」と呼ばれる全ての世界を滅ぼす事を目的とする外世界の神、幻獣、人間の魂が混ざりあって誕生した集団。本作ではブレンディレス、セグリワデス、ペリノア、ユーウェイン、『メリメロ』では暗黒の不滅龍が該当する。

## 主題歌
オープニングテーマ「イノセント2」
作詞：瑞葵、作曲：山崎良、歌：瑞葵
トゥルーエンディングテーマ「ワールド・パレード」
作詞：Tohki、作曲：白澤亮（ノイジークローク）、歌：エナ・クロ（花澤香菜）feat.セラフィ（喜多村英梨）、タマ（竹達彩奈）
バッドエンディングテーマ「サイレント・ワールド」
歌：タマ（竹達彩奈）

## スタッフ
- プロデューサー：橋本真司
- クリエイティブプロデューサー、キャラクターデザイン：野村哲也
- ディレクター：千葉広樹
- アートディレクター、プリメロキャラクターデザイン：泉沢康久
- メインミュージック：浜渦正志（MONOMUSIK）

## コラボレーション
2016年10月に丸亀製麺とのコラボレーション企画が行われ、PS4用のカスタムテーマと限定ミラージュが入手できるプロダクトコードが配布された。

## 関連商品
それぞれに限定ミラージュが入手できるプロダクトコードが同梱。

### 攻略本
Vジャンプ攻略本 WORLD OF FINAL FANTASY FIRST WORLD GUIDE

WORLD OF FINAL FANTASY 公式コンプリートガイド

### CD
WORLD OF FINAL FANTASY Original Soundtrack
2016年11月2日発売。

## ワールド オブ ファイナルファンタジー マキシマ
2018年11月6日に拡張版である『ワールド オブ ファイナルファンタジー マキシマ』（WORLD OF FINAL FANTASY MAXIMA）が新たにNintendo Switch版、Xbox One版にて発売。

PS4版およびSteam版の本編を持っていれば、DLC『ワールド オブ ファイナルファンタジー マキシマアップグレード（WORLD OF FINAL FANTASY MAXIMA Upgrade）』を購入しアップグレードを行うことによってプレイ可能となる。

または本編・アップグレードとセットになった『ワールド オブ ファイナルファンタジー マキシマセット』（PS4版）、『WORLD OF FINAL FANTASY COMPLETE EDITION 』（Steam版）をダウンロードしてプレイ可能となる。
主な変更点は、
- レェンとラァンがセイヴァーに変身できるシステム「セヴァストーン」が購入可能になった
- FFレジェンドキャラ、ミラージュ、ボス、ダンジョンが追加された
- つよくてニューゲーム「つづきのはじめから」と高難易度「ナイトメア級」が追加

他、システム面の調整などがある。

## ワールド オブ ファイナルファンタジー メリメロ
『ワールド オブ ファイナルファンタジー メリメロ』は、スクウェア・エニックスより配信されていたスマートフォン用ゲームアプリ。サービス期間は2017年12月12日 - 2018年12月13日。開発担当はドリコム。
『WOFF』の続編で同作品のエンディング後の物語が描かれる。アバター主人公制を採用しており、ラァン・レェン姉弟ら前作のキャラクターもサブキャラクターとして登場する。
2018年12月13日をもってサービスを終了。前述の『マキシマ』にて本作の要素が一部収録されている。